# Wachstumschancengesetz
Das Gesetz zur Stärkung von Wachstumschancen, Investitionen und Innovation sowie Steuervereinfachung und Steuerfairness, kurz Wachstumschancengesetz, ist ein Gesetz der Ampelregierung Scholz. Laut dem Bundesministerium der Finanzen soll das Wachstumschancengesetz die Liquiditätssituation von Unternehmen verbessern, damit diese mehr investieren. Mit dem Gesetz wurden mehrere Steuergesetze an etlichen Stellen geändert, darunter das Umsatzsteuergesetz, das Körperschaftsteuergesetz, das Einkommensteuergesetz und die Abgabenordnung.

## Details
Das Gesetz wurde am 17. Juli 2023 als Referentenentwurf vorgelegt.
Familienministerin Lisa Paus blockierte im Kabinett „das Vorhaben für milliardenschwere Steuersenkungen für Unternehmen“ zunächst und wurde daraufhin vom Wirtschaftsminister Robert Habeck kritisiert. Auf einer Klausurtagung der Bundesregierung wurde der Text für das Wachstumschancengesetz Ende August vom Kabinett beschlossen.
Nach einigen Änderungen im Finanzausschuss wurde das Gesetz am 17. November 2023 vom Bundestag mit den Stimmen der Regierungsparteien verabschiedet, die Opposition stimmte geschlossen dagegen. Der Bundesrat verwies das Gesetz am 24. November in den Vermittlungsausschuss. Dort wurde das Volumen des Pakets von 7 Milliarden Euro auf 3,2 Milliarden pro Jahr gekürzt. Der Kern des Entwurfs, eine Prämie für Klimaschutz-Investitionen, wurde gestrichen. Erst nachdem die Bundesregierung zudem Erleichterungen für die Agrarbranche in Aussicht gestellt hatte, stimmte die Union der geänderten Fassung im Bundesrat am 22. März 2024 mehrheitlich zu.
Das Gesetz ist am 27. März 2024 im Bundesgesetzblatt verkündet worden.

## Inhalte
Das Wachstumschancengesetz enthielt in der Fassung vom 21. Februar 2024 unter anderem eine Prämie für Investitionen in Energieeffizienz sowie Abschreibemöglichkeiten und eine ausgeweitete Forschungszulage für Unternehmen. Das finanzielle Gesamtvolumen soll gut 3 Milliarden Euro jährlich betragen.
Ab 1. Januar 2025 gilt eine E-Rechnungspflicht. Inländische unternehmerische Rechnungsempfänger müssen ab diesem Termin in der Lage sein, elektronische Rechnungen nach den neuen Vorgaben empfangen und verarbeiten zu können. Die elektronische Rechnungstellung ist dabei nicht mehr an eine Zustimmung des Rechnungsempfängers geknüpft. Ausnahmen gelten für bestimmte steuerfreie Umsätze oder bei Kleinbetragsrechnungen. Rechnungen an Endverbraucher (B2C) benötigen allerdings weiter deren Zustimmung für die elektronische Rechnungstellung.
In Art. 23 zur Änderung des Umsatzsteuergesetzes (UStG) wird eine neue Definition des Begriffs „elektronische Rechnung“ eingeführt. Unterschieden wird dabei zwischen elektronischen Rechnungen und sonstigen Rechnungen. Eine elektronische Rechnung ist nunmehr daran erkennbar, dass sie in einem strukturierten elektronischen Format ausgestellt, übermittelt und empfangen wird und eine elektronische Verarbeitung ermöglicht. Sie muss der CEN-Norm EN 16931 und den Syntaxen gemäß Richtlinie 2014/55/EU entsprechen, was u. a. vom Format XRechnung oder dem hybriden Format ZUGFeRD (ab Version 2.0.1) erfüllt wird. Als „sonstige Rechnung“ werden sowohl papiergebundene Rechnungen bezeichnet als auch Rechnungen, die in einem anderen elektronischen Format übermittelt werden, also auch per E-Mail versandte PDF-Rechnungen.
In Art. 13 wurden die Grenzwerte zur erweiterten Buchführungspflicht von 60.000 € Gewinn und 600.000 € Umsatz auf 80.000 € Gewinn und 800.000 € Umsatz erhöht.

## Verweise und Quellen
1. ↑  Gesetz zur Stärkung von Wachstumschancen, Investitionen und Innovation sowie Steuervereinfachung und Steuerfairness (Wachstumschancengesetz). Bundesfinanzministerium, 17. Juli 2023, abgerufen am 21. August 2023.
2. ↑  Referentenentwurf eines Gesetzes zur Stärkung von Wachstumschancen, Investitionen und Innovation sowie Steuervereinfachung und Steuerfairness (Wachstumschancengesetz). (PDF) Bundesfinanzministerium, 17. Juli 2023, abgerufen am 21. August 2023.
3. ↑  Konflikt in der Ampel: Paus blockiert Lindner. ZDF, 16. August 2023, abgerufen am 21. August 2023.
4. ↑  Kindergrundsicherung und „Wachstumschancengesetz“. DLF, 25. August 2023, abgerufen am 30. August 2023.
5. ↑  Kabinett beschließt Wachstumschancengesetz. In: Welt. 30. August 2023, abgerufen am 30. August 2023.
6. ↑  Bundestag verabschiedet das Wachstumschancengesetz, Der Bundestag, 17. November 2023
7. ↑  Bundesrat stoppt Wachstumspaket der Ampel. In: faz.net. 24. November 2023, abgerufen am 12. Dezember 2023.
8. ↑  dpa/AFP/sos/ll/jr: Milliardenpaket: Bundesrat stimmt nach langem Ringen Wachstumschancengesetz zu. In: welt.de. 22. März 2024, abgerufen am 22. März 2024.
9. ↑  BGBl. 2024 I Nr. 108 vom 27. März 2024.
10. ↑  Was steckt im "Wachstumschancengesetz" - und warum blockiert die Union? In: tagesschau.de. Abgerufen am 8. März 2024.
11. 1 2  OZG-Newsletter, Ausgabe IX. In: sakd.de. 2023, abgerufen am 3. Januar 2024.
12. ↑  Richtlinie 2014/55/EU des Europäischen Parlaments und des Rates vom 16. April 2014 über die elektronische Rechnungsstellung bei öffentlichen Aufträgen
13. ↑  Auszug Bundesgesetzblatt. Abgerufen am 12. Mai 2025.